# Tanja Krämer (Journalistin)
Tanja Krämer (* 1978 in Prüm) ist eine deutsche Journalistin mit Schwerpunkt Wissenschaftsjournalismus.

## Leben
Krämer wurde 1978 in der Westeifeler Stadt Prüm in Rheinland-Pfalz geboren. Nach der Schulausbildung studierte sie von  1997	bis	2005 Philosophie und Germanistik an	den	Universität in Trier und der Bremer Universität. In Anschluss besuchte sie die Journalistenschule Die Reportageschule. Es folgten freiberuflichen Tätigkeiten für diverse Zeitungen und Magazine wie ZEIT, Spektrum der Wissenschaft und Bild der Wissenschaft.  Von 2011 bis 2012 war sie Chefin vom Dienst beim Online-Portal DasGehirn.info. Es folgte eine Anstellung als Redakteurin bei National Geographic Deutschland und die Chefredaktion bei der Bremer Zeitschrift der Straße. 2015 gründete sie mit Kollegen die  journalistische Genossenschaft RiffReporter, deren Co-Leitung sie übernahm.

## Auszeichnungen
- 2008: Journalistenpreis PUNKT[2]
- 2010: Sophie Medienpreis Mecklenburg-Vorpommern[2]
- 2013: Publizistikpreis der GlaxoSmithKline Stiftung[4]
- 2017: Journalistin des Jahres des Medium Magazins[5] in der Kategorie „Wissenschaft“